# Sandebeck
Sandebeck ist ein westlicher Stadtteil und Stadtbezirk der Stadt Steinheim im Kreis Höxter in Nordrhein-Westfalen.
Der Ort liegt am Rand des Eggegebirges im südlichen Teutoburger Wald.

## Geschichte
Sandebeck wurde am 3. August 1031 in einer Schenkungsurkunde erstmals erwähnt. Das Königsgut Sandebeck ging aus dem Besitz des Kaisers Konrad II. in den des Bischofs Meinwerk von Paderborn über. Zum Königsgut Sandebeck gehörten elf Vorwerke an anderen Orten.
Das Königsgut Sandebeck lag zwischen dem karolingischen Stützpunkt in Alt-Schieder und der Pfalz Karls des Großen in Paderborn sowie einem befestigten Lager an der Lippequelle; der Weg führte weiter bis Hildesheim und war ein Kurier- und Heerweg. An den Plätzen fränkischen Kulturgutes erfolgte eine frühe Missionierung.
Das Patrozinium der Sandebecker Kirche – der fränkische Heilige Dionysius – weist auf eine Kirchengründung in karolingischer Zeit hin.
Die Besiedlung Sandebecks ist für die frühe altsächsische Siedlungsperiode nach 500 anzunehmen. Sandebeck (Sananabiki – Sandenabiki – Sandenabike – Sandenebeke – Sandenbeck) bedeutet im Altsächsischen „an der versandeten Bache“. Der unterhalb des Sandsteinkammes der Egge entspringende Bach, an dem das Dorf liegt, wird im Volksmund „die Bike“ genannt.
Das Kirchdorf Sandebeck hatte eine „sammelnde“ Funktion innerhalb der Gemarkung und die zentrale Bedeutung innerhalb des Kirchspiels. Die 1615 erbaute Kirche zeigte im Grundriss bereits die gleiche Länge wie die jetzige. Ein Opferstock aus Eggesandstein trägt die Inschrift „Gevet den armen – Anno 1588“ und dürfte aus der noch vor 1615 bestandenen Kirche stammen.
Die zentralörtliche Bedeutung Sandebecks als Pfarrort war nicht auf das kirchliche Leben beschränkt. Sandebeck war Sitz eines Vogtes, der für das Kirchspiel zuständig war.
Hier waren zwei Mühlen angelegt, am Kirchplatz befanden sich Dorfkrug und Krämer sowie die Schule, von deren Reparaturbedürftigkeit bereits 1650 berichtet wird. Weiter wurden in der Folgezeit die Bauern den Herren von der Lippe in Vinsebeck, später Wintrup, sowie dem gräflichen Haus Lippe in Horn, als Grundherren mit Abgaben und Diensten verpflichtet. Dem Fürstbischof stand die „Hohe Gerichtsbarkeit“ mit dem Sitz in Dringenberg zu.
Im Dreißigjährigen Krieg herrschten Pest und Hungersnot, es wurden Vieh und Nahrungsmittel geraubt. Die Beamten aus Dringenberg stellten nach Ende des Krieges fest, dass aus Sandebeck „nicht mehr zu bekommen sey als 28 hüner“.
Ende des 18. Jahrhunderts erlangte die Glashütte Sandebeck Bedeutung. Auf dem „Sandebecker Berge am Hohlen Weg“ (alter Eggeweg) befand sich ein „vortrefflicher Sandsteinbruch“. Der Eggesandstein vom Velmerstot fand nicht nur im Dorf Sandebeck beim Bau von Kirche und Häusern, bei Grabdenkmälern und Feldkreuzen Verwendung; der in Quadern gebrochene Werkstein wurde weit ins Land bis zum Rhein und bis nach Berlin geliefert.
Sandebeck gehörte seit dem Mittelalter zum Hochstift Paderborn und hatte im Jahre 1803 500 Einwohner und 77 Kolonate (Häuser). Der Ort fiel 1807 an das Königreich Westphalen und gehörte dort bis 1813 zum Kanton Steinheim im Distrikt Höxter des Departements der Fulda. Nach der napoleonischen Niederlage kam Sandebeck 1813 zu Preußen und wurde 1816 dem neuen Kreis Brakel zugeordnet, der 1832 in den Kreis Höxter eingegliedert wurde. Im Kreis Höxter gehörte Sandebeck zum Amt Steinheim, das bis in die 1930er Jahre mit dem Amt Nieheim das Doppelamt Nieheim-Steinheim bildete. 
Seit Beginn des 19. Jahrhunderts wurden entscheidende agrarwirtschaftliche Reformen durchgeführt. Ende des 19. Jahrhunderts nahm die Bevölkerung wieder zu. Es gab Arbeit in der näheren Umgebung des Dorfes durch den Bau der Landstraße Horn – Sandebeck, des Rehberg-Tunnels und der Eisenbahnlinien Herford – Himmighausen (– Altenbeken) und Altenbeken – Hameln. Von 1870 bis 1900 wurden 35 Wohngebäude errichtet.
Am 1. Januar 1970 wurde Sandebeck durch das Gesetz zur Neugliederung des Kreises Höxter vom 2. Dezember 1969 in die Stadt Steinheim eingemeindet.
Das Siedlungsbild des Dorfes ist heute vielfältiger geworden. Die jahrhundertealten Straßen sind als Feldwege erhalten. Das alte Haufendorf ist immer noch eng bebaut, aber einige Bauern haben ausgesiedelt. Mit diesen Aussiedlungen hat sich der Kreis in der Siedlungsentwicklung geschlossen. Die Wüstungen – die verlassenen Plätze des Mittelalters – wurden vom Dorf wieder besetzt. Seit 1955 wächst nördlich des Dorfes eine Siedlung.
Das gesamte Dorf wird überragt von der im neugotischen Stil errichteten großen Pfarrkirche – dem Eggedom. In dessen Schutz liegt auch das kulturelle Zentrum des Dorfes – wie seit Jahrhunderten – am Kirchplatz.
Sandebeck hat zurzeit (Stand 31. Dezember 2019) 861 Einwohner und besteht aus 263 Häusern.
Zu den bedeutenden Töchtern und Söhnen des Ortes gehört Franz Overkott, Volksschullehrer und Heimatforscher.

## Verkehr

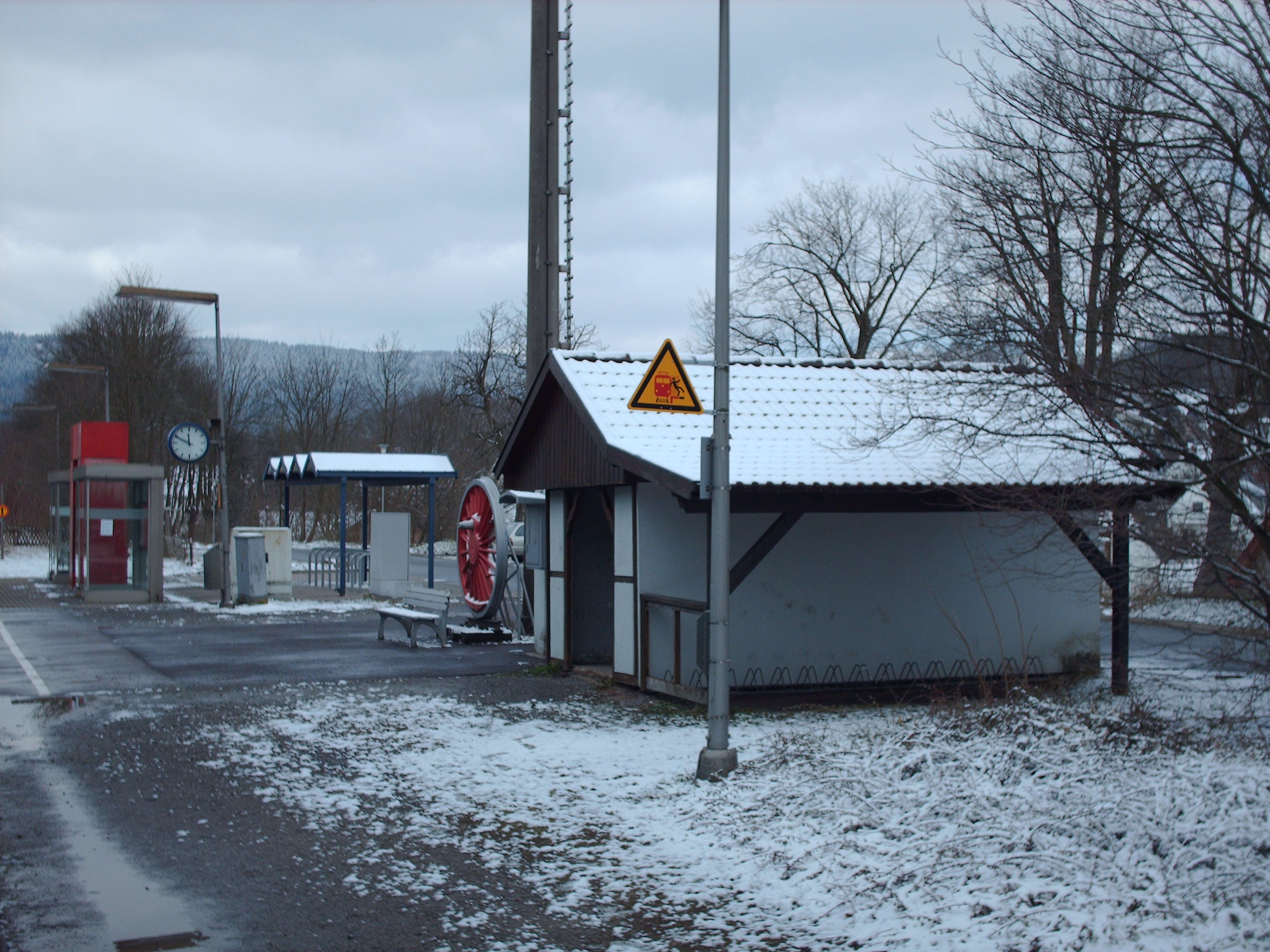
Haltepunkt Sandebeck

Der Haltepunkt Sandebeck liegt an der Eisenbahnstrecke Herford – Altenbeken (– Paderborn). Er wird im Stundentakt von der RB 72 „Ostwestfalen-Bahn“ Herford – Detmold – Altenbeken – Paderborn bedient. Durchgeführt wird der Schienenpersonennahverkehr von der Eurobahn.
| Linie | Verlauf | Takt   | Betreiber |
| ----- | --- | ------ | --------- |
| RB 72 | Ostwestfalen-Bahn: Herford – Bad Salzuflen – Schötmar – Bad Salzuflen-Sylbach – Lage (Lippe) – Detmold – Horn-Bad Meinberg – Leopoldstal – Steinheim-Sandebeck – Altenbeken – Paderborn Hbf Stand: Fahrplanwechsel Dezember 2021 | 60 min | Eurobahn  |

## Vereine
- Heimatverein Sandebeck e. V.
- Freiwillige Feuerwehr Steinheim, Löschgruppe Sandebeck
- St. Dionysius Schützenbruderschaft von 1609 e. V.
- St. Hubertus Schützenbruderschaft Sandebeck von 1801 e. V.
- Tennisclub Teutoburger Wald Sandebeck e. V.
- SV 1931 Sandebeck e. V.
- Musikverein Sandebeck e. V.
- Eggegebirgsverein Sandebeck e. V.

## Sonstiges
Teile der Handlung von Willi Fährmanns Jugendbüchern „Der Mann im Feuer“ und „Unter der Asche die Glut“, worin die Lebens- und Arbeitsbedingungen junger Menschen in den 1920er/1930er Jahren behandelt werden, spielen in einem fiktiven Dorf namens „Kirchwüsten“, das in vielen Einzelheiten (Grenzdorf zu Lippe, Bahnhaltepunkt an der Bahnlinie Paderborn – Detmold, Lage unterhalb des Velmerstot, Steinbrüche) mit dem realen Sandebeck identisch ist.